# 科罗拉多急流
科羅拉多急流（英語：Colorado Rapids）是美國職業足球大聯盟球隊。自2007年起，球隊的主場是科羅拉多州商貿城的迪克體育用品公園。
于1995年，该俱乐部成立，是MLS的创始成员。急流队由克伦克体育娱乐公司拥有，该公司也是NBA丹佛掘金队、NHL科罗拉多雪崩队、英超阿森纳足球俱乐部等许多体育俱乐部的拥有者。
急流隊在1997年的美國職業足球大聯盟杯及1999年美國公開盃成功晉身決賽，2010年取得季後賽冠軍，奪得美國職業足球大聯盟盃。

## 榮譽
- 美國職業足球大聯盟杯
  - 冠軍：2010年
  - 亞軍：1997年
- 美國公開杯
  - 亞軍：1999年

## 主教練
- Bobby Houghton （1996年）
- Roy Wegerle（1996年、暫代）
- Glenn Myernick （1997年–2000年）
- Tim Hankinson（2001年–2004年）
- Fernando Clavijo （2005年—2008年）
- Robin Fraser （2019年—）

## 歷年戰績
| 年份   | 常規賽   | 季後賽   | 公開杯      | CONCACAF 冠軍杯 | 北美超級聯賽 |
| ------ | -------- | -------- | ----------- | --------------- | ------------ |
| 1996年 | 西岸第五 | 未晉級   | 準決賽      | 未參與          | 2007年開始   |
| 1997年 | 西岸第四 | 決賽     | 16強        | 未晉級          | 2007年開始   |
| 1998年 | 西岸第三 | 準決賽   | 未參與      | 分組賽          | 2007年開始   |
| 1999年 | 西岸第四 | 準決賽   | 決賽        | 未晉級          | 2007年開始   |
| 2000年 | 西岸第三 | 半準決賽 | Round of 32 | 未晉級          | 2007年開始   |
| 2001年 | 西岸第四 | 未晉級   | 32強        | 沒舉辦          | 2007年開始   |
| 2002年 | 西岸第四 | 準決賽   | 半準決賽    | 未晉級          | 2007年開始   |
| 2003年 | 西岸第三 | 半準決賽 | 半準決賽    | 未晉級          | 2007年開始   |
| 2004年 | 西岸第三 | 半準決賽 | 16強        | 未晉級          | 2007年開始   |
| 2005年 | 西岸第三 | 準決賽   | 16強        | 未晉級          | 2007年開始   |
| 2006年 | 西岸第四 | 準決賽   | 半準決賽    | 未晉級          | 2007年開始   |
| 2007年 | 西岸第四 | 未晉級   | 半準決賽    | 未晉級          | 未參與       |
| 2008年 | 西岸第四 | 未晉級   | 未晉級      | 未晉級          | 未晉級       |
| 2009年 | 西岸第六 | 未晉級   | 未晉級      | 未晉級          | 未晉級       |
| 2010年 | 西岸第六 | 冠軍     | 未晉級      | 未晉級          | 未晉級       |

## 外部連結
- 官方網站